# Estádio Municipal 14 de Dezembro
Het Estádio Municipal 14 de Dezembro is een multifunctioneel stadion in Toledo, een stad in Brazilië. 
Het stadion wordt vooral gebruikt voor voetbalwedstrijden, de voetbalclub Toledo EC maakt gebruik van dit stadion. In het stadion is plaats voor 15.280 toeschouwers. Het stadion werd geopend in 1968.